# レオポルド・カセッラ
レオポルド・カセッラ（Leopoldo Casella, 1908年12月6日 - 1972年10月26日）は、ウルグアイ出身の指揮者。

## 人物・来歴
モンテビデオ生まれ。イタリアのパルマ音楽院でアティリオ・ブルニョーリにピアノを学んだあと、フランクフルトの高等音楽院に入学し、ベルンハルト・ゼクレス、フリッツ・バッセルマン、エルンスト・エンゲッサーに師事して1920年に卒業した。その後はパリでロベール・カサドシュの薫陶を受け、1928年から1932年までベルンの放送局でピアニストとして活躍した。
1933年にルガーノのスイス・イタリアーナ管弦楽団の初代首席指揮者に就任し、1938年にオトマール・ヌッシオにその任を譲ったが、1968年までこのオーケストラに客演指揮者として登場した。